# Австрия на летних Олимпийских играх 2012
Австрия принимала участие в летних Олимпийских играх 2012, но не завоевала медалей.

## Результаты соревнований

### Бадминтон
Спортсменов — 2
Мужчины
| Соревнование     | Спортсмены         | Групповой этап            | Групповой этап              | Групповой этап | 1/8 финала    | 1/4 финала    | 1/2 финала    | Финал         | Финал |
| Соревнование     | Спортсмены         | 1 матч                    | 2 матч                      | 3 матч         | 1/8 финала    | 1/4 финала    | 1/2 финала    | Финал         | Финал |
| Соревнование     | Спортсмены         | Соперник Счёт             | Соперник Счёт               | Соперник Счёт  | Соперник Счёт | Соперник Счёт | Соперник Счёт | Соперник Счёт | Место |
| ---------------- | ------------------ | ------------------------- | --------------------------- | -------------- | ------------- | ------------- | ------------- | ------------- | ----- |
| Одиночный разряд | Михаэль Ланштайнер | Рауль Муст — 14:21, 18:21 | Симон Сантосо — 11:21, 7:21 | —              | —             | —             | —             | —             | —     |

Женщины
| Соревнование     | Спортсмены   | Групповой этап                | Групповой этап           | Групповой этап | 1/8 финала    | 1/4 финала    | 1/2 финала    | Финал         | Финал |
| Соревнование     | Спортсмены   | 1 матч                        | 2 матч                   | 3 матч         | 1/8 финала    | 1/4 финала    | 1/2 финала    | Финал         | Финал |
| Соревнование     | Спортсмены   | Соперник Счёт                 | Соперник Счёт            | Соперник Счёт  | Соперник Счёт | Соперник Счёт | Соперник Счёт | Соперник Счёт | Место |
| ---------------- | ------------ | ----------------------------- | ------------------------ | -------------- | ------------- | ------------- | ------------- | ------------- | ----- |
| Одиночный разряд | Симоне Прутш | Неслихан Йыгит — 18:21, 10:21 | Чен Сяочжи — 11:21, 9:21 | —              | —             | —             | —             | —             | —     |

### Борьба
Спортсменов — 1
Мужчины
Греко-римская борьба
| Соревнование | Спортсмены       | Первый раунд        | Второй раунд                | Четвертьфинал      | Полуфинал          | Финал              |
| Соревнование | Спортсмены       | Соперник Результат  | Соперник Результат          | Соперник Результат | Соперник Результат | Соперник Результат |
| ------------ | ---------------- | ------------------- | --------------------------- | ------------------ | ------------------ | ------------------ |
| до 84 кг     | Амер Хрустанович | Ли Си Ёл — 3:1, 1:0 | Дамьян Яниковски — 0:2, 0:3 | —                  | —                  | —                  |

### Велоспорт
Спортсменов — 5

#### Шоссейный велоспорт
Мужчины
| Соревнование    | Спортсмены      | Время   | Место |
| --------------- | --------------- | ------- | ----- |
| групповая гонка | Бернхард Айзель | 5:46:37 | 36    |
| групповая гонка | Даниэль Шорн    | 5:46:37 | 81    |

#### Маунтинбайк
Мужчины
| Соревнование | Спортсмены        | Результат | Отставание | Место |
| ------------ | ----------------- | --------- | ---------- | ----- |
| Кросс-кантри | Александр Гебауэр | 1:31:16   | +2:09      | 9     |
| Кросс-кантри | Карл Маркт        | 1:33:18   | +4:11      | 20    |

Женщины
| Соревнование | Спортсмены    | Результат | Отставание | Место |
| ------------ | ------------- | --------- | ---------- | ----- |
| Кросс-кантри | Элизабет Осль | 1:36:47   | +5:55      | 15    |

### Водные виды спорта

#### Плавание
Спортсменов — 3
В следующий раунд на каждой дистанции проходят лучшие спортсмены по времени, независимо от места занятого в своём заплыве.
Мужчины
| Соревнование     | Спортсмен    | Предварительные заплывы | Предварительные заплывы | Полуфиналы        | Полуфиналы | Финал                    | Финал |
| Соревнование     | Спортсмен    | Результат               | Место                   | Результат         | Место      | Результат                | Место |
| ---------------- | ------------ | ----------------------- | ----------------------- | ----------------- | ---------- | ------------------------ | ----- |
| 200 м баттерфляй | Динко Юкич   | 1:54.79                 | 1                       | 1:54.95           | 2          | 1:54.35 (рекорд Австрии) | 4     |
| 200 м комплекс   | Маркус Роган | 1:58.66                 | 8                       | Дисквалифицирован | —          | —                        | —     |

Женщины
| Соревнование   | Спортсмен   | Предварительный раунд | Предварительный раунд | Полуфинал | Полуфинал | Финал     | Финал |
| Соревнование   | Спортсмен   | Результат             | Место                 | Результат | Место     | Результат | Место |
| -------------- | ----------- | --------------------- | --------------------- | --------- | --------- | --------- | ----- |
| 200 м комплекс | Лиза Цайзер | 2:14.56               | 19                    |           |           | —         | —     |

#### Синхронное плавание
Спортсменов — 2
| Соревнование | Спортсменки              | Техническая программа | Техническая программа | Произвольная программа (предварительная) | Произвольная программа (предварительная) | Произвольная программа (предварительная) | Произвольная программа (предварительная) | Произвольная программа (Финал) | Произвольная программа (Финал) | Произвольная программа (Финал) | Произвольная программа (Финал) |
| Соревнование | Спортсменки              | Очков                 | Место                 | Очков                                    | Место                                    | Всего очков                              | Место                                    | Очков                          | Место                          | Всего очков                    | Место                          |
| ------------ | ------------------------ | --------------------- | --------------------- | ---------------------------------------- | ---------------------------------------- | ---------------------------------------- | ---------------------------------------- | ------------------------------ | ------------------------------ | ------------------------------ | ------------------------------ |
| Дуэты        | Надин Брандль Ливия Ланг | 82.000                | 19                    | 81.850                                   | 20                                       | 163.850                                  | 19                                       | —                              | —                              | —                              | —                              |

### Волейбол

#### Пляжный волейбол
Мужчины
| Спортсмены                      | Групповой этап                                         | Групповой этап                                | Групповой этап                                          | Место | 1/8 финала     | Четвертьфиналы | Полуфиналы     | Финал          | Финал |
| Спортсмены                      | Соперники Счёт                                         | Соперники Счёт                                | Соперники Счёт                                          | Место | Соперники Счёт | Соперники Счёт | Соперники Счёт | Соперники Счёт | Место |
| ------------------------------- | ------------------------------------------------------ | --------------------------------------------- | ------------------------------------------------------- | ----- | -------------- | -------------- | -------------- | -------------- | ----- |
| Клеменс Допплер Александр Хорст | Алисон Серутти Эмануэль Рего 1:2 (21:19, 17:21, 14:16) | Даниэль Лупо Паоло Николаи 2:0 (21:18, 21:17) | Джефферсон Беллагуарда Патрик Хойшер 0:2 (22:24, 12:21) | 4     | —              | —              | —              | —              |       |

Женщины
| Спортсмены                    | Групповой этап                                              | Групповой этап                                     | Групповой этап                                                  | Место | 1/8 финала                                              | Четвертьфиналы                     | Полуфиналы     | Финал          | Финал |
| Спортсмены                    | Соперники Счёт                                              | Соперники Счёт                                     | Соперники Счёт                                                  | Место | Соперники Счёт                                          | Соперники Счёт                     | Соперники Счёт | Соперники Счёт | Место |
| ----------------------------- | ----------------------------------------------------------- | -------------------------------------------------- | --------------------------------------------------------------- | ----- | ------------------------------------------------------- | ---------------------------------- | -------------- | -------------- | ----- |
| Дорис Швайгер Штефани Швайгер | Кристина Колочова Маркета Слукова 1:2 (21:10, 13:21, 13:15) | Натали Кук Тамсин Хинкли 2:1 (18:21, 22:20, 15:10) | Мисти Мэй-Трейнор Керри Уолш Дженнингс 1:2 (21:17, 21:8, 15:10) | 3     | Анастасия Васина Анна Возакова 2:1 (21:17, 16:21, 15:9) | Ксю Чен Чжан Си 0:2 (18:21, 11:21) | —              | —              | 5     |

### Гимнастика
Спортсменов —

#### Спортивная гимнастика
Спортсменов — 3
Мужчины
| Соревнование          | Спортсмен        | Вольные упражнения | Вольные упражнения | Опорный прыжок | Опорный прыжок | Брусья | Брусья | Перекладина | Перекладина | Кольца | Кольца | Конь   | Конь  | Абсолютное первенство | Абсолютное первенство |
| Соревнование          | Спортсмен        | Очки               | Место              | Очки           | Место          | Очки   | Место  | Очки        | Место       | Очки   | Место  | Очки   | Место | Очки                  | Место                 |
| --------------------- | ---------------- | ------------------ | ------------------ | -------------- | -------------- | ------ | ------ | ----------- | ----------- | ------ | ------ | ------ | ----- | --------------------- | --------------------- |
| абсолютное первенство | Фабиан Лаймленер | 12.966             |                    | 14.966         |                | 14.200 |        | 13.533      |             | 13.633 |        | 12.100 |       | 81.398                | 39                    |

Женщины
| Соревнование          | Спортсмен      | Вольные упражнения | Вольные упражнения | Бревно | Бревно | Брусья | Брусья | Опорный прыжок | Опорный прыжок | Абсолютное первенство | Абсолютное первенство |
| Соревнование          | Спортсмен      | Очки               | Место              | Очки   | Место  | Очки   | Место  | Очки           | Место          | Очки                  | Место                 |
| --------------------- | -------------- | ------------------ | ------------------ | ------ | ------ | ------ | ------ | -------------- | -------------- | --------------------- | --------------------- |
| абсолютное первенство | Барбара Гассер | 12.133             |                    | 12.000 |        | 12.800 |        | 13.700         |                | 50.633                | 46                    |

#### Художественная гимнастика
Женщины
| Соревнование              | Спортсменки    | Квалификация | Квалификация | Финал | Финал |
| Соревнование              | Спортсменки    | Очки         | Место        | Очки  | Место |
| ------------------------- | -------------- | ------------ | ------------ | ----- | ----- |
| Индивидуальное многоборье | Каролина Вебер | 104.950      | 18           | —     | —     |

### Гребля на байдарках и каноэ
Спортсменов —

#### Гребля на гладкой воде
Женщины
| Соревнование | Спортсмены                   | Предварительный этап | Предварительный этап | Полуфиналы | Полуфиналы | Финал    | Финал |
| Соревнование | Спортсмены                   | Время                | Место                | Время      | Место      | Время    | Место |
| ------------ | ---------------------------- | -------------------- | -------------------- | ---------- | ---------- | -------- | ----- |
| Б-2, 500 м   | Ивонне Шуринг Виктория Шварц | 1:46.374             | 4                    | 1:42.317   | 2          | 1:44.785 | 5     |

#### Гребной слалом
Мужчины
| Соревнование | Спортсмены       | Предварительный этап | Предварительный этап | Полуфиналы | Полуфиналы | Финал  | Финал |
| Соревнование | Спортсмены       | Время                | Место                | Время      | Место      | Время  | Место |
| ------------ | ---------------- | -------------------- | -------------------- | ---------- | ---------- | ------ | ----- |
| Б-1          | Гельмут Облингер | 88,81                | 10                   | 98,99      | 7          | 104,28 | 8     |

Женщины
| Соревнование | Спортсмены    | Предварительный этап | Предварительный этап | Полуфиналы | Полуфиналы | Финал  | Финал |
| Соревнование | Спортсмены    | Время                | Место                | Время      | Место      | Время  | Место |
| ------------ | ------------- | -------------------- | -------------------- | ---------- | ---------- | ------ | ----- |
| Б-1          | Коринна Кунле | 101,77               | 7                    | 111,07     | 5          | 119,30 | 8     |

### Дзюдо
Спортсменов — 3
Соревнования по дзюдо проводились по системе на выбывание. Утешительные встречи проводились между спортсменами, потерпевшими поражение в четвертьфинале турнира. Победители утешительных встреч встречались в схватке за 3-е место со спортсменами, проигравшими в полуфинале в противоположной половине турнирной сетки.
Мужчины
| Категория | Спортсмены    | 1/32 финала                       | 1/16 финала                          | 1/8 финала           | Четвертьфинал        | Полуфинал            | Финал                | Место |
| Категория | Спортсмены    | Соперник Результат                | Соперник Результат                   | Соперник Результат   | Соперник Результат   | Соперник Результат   | Соперник Результат   | Место |
| --------- | ------------- | --------------------------------- | ------------------------------------ | -------------------- | -------------------- | -------------------- | -------------------- | ----- |
| до 60 кг  | Людвиг Пайшер | Якоб Гнауи (BEN) поб. 1000 — 0000 | Ришод Собиров (UZB) пор. 0000 — 0210 | Завершил выступление | Завершил выступление | Завершил выступление | Завершил выступление | 17    |

Женщины
| Категория | Спортсмен          | Турнир       | 1/16 финала                    | 1/8 финала                  | Четвертьфинал             | Полуфинал                      | Финал              | Место |
| Категория | Спортсмен          | Турнир       | Соперник Результат             | Соперник Результат          | Соперник Результат        | Соперник Результат             | Соперник Результат | Место |
| --------- | ------------------ | ------------ | ------------------------------ | --------------------------- | ------------------------- | ------------------------------ | ------------------ | ----- |
| до 57 кг  | Сабрина Фильцмозер | За 1-е место | Джулиана Мелансьон 0100 — 0010 | Ортанс Дидью 1001 — 0001    | Антумне Павия 0002 — 0031 | —                              | —                  |       |
| до 57 кг  | Сабрина Фильцмозер | За 3-е место |                                |                             |                           | Джулия Квинтавалле 0001 — 0100 | —                  |       |
| до 63 кг  | Хильда Дрекслер    | За 1-е место | Ризлен Зуак 0011 — 0000        | Алиса Шлезингер 0001 — 0002 | —                         | —                              | —                  |       |
| до 63 кг  | Хильда Дрекслер    | За 3-е место |                                | —                           | —                         | —                              | —                  |       |

### Конный спорт
Спортсменов — 2

#### Выездка
| Соревнование              | Спортсмены          | Большой Приз | Большой Приз | Переездка Большого Приза | Переездка Большого Приза | КЮР Большого Приза | КЮР Большого Приза | Всего     | Всего |
| Соревнование              | Спортсмены          | Результат    | Место        | Результат                | Место                    | Результат          | Место              | Результат | Место |
| ------------------------- | ------------------- | ------------ | ------------ | ------------------------ | ------------------------ | ------------------ | ------------------ | --------- | ----- |
| Индивидуальное первенство | Виктория Макс-Турер | 73.267       | 17           | 73.619                   | 17                       | 79.053             | 13                 | 79.053    | 13    |
| Индивидуальное первенство | Рената Фогльсанг    | 69.635       | 34           | —                        | —                        | —                  | —                  | —         | —     |

#### Троеборье
| Соревнование              | Спортсмены     | Манежная езда | Манежная езда | Кросс     | Кросс | Конкур    | Конкур | Финальный конкур | Финальный конкур | Всего     | Всего |
| Соревнование              | Спортсмены     | Результат     | Место         | Результат | Место | Результат | Место  | Результат        | Место            | Результат | Место |
| ------------------------- | -------------- | ------------- | ------------- | --------- | ----- | --------- | ------ | ---------------- | ---------------- | --------- | ----- |
| индивидуальное первенство | Харальд Амброс | 69.50         | 71            | —         | —     | —         | —      | —                | —                | —         | —     |

### Лёгкая атлетика
Спортсменов — 7
Мужчины
| Дисциплина    | Спортсмен         | Предварительный раунд | Предварительный раунд | Четвертьфиналы | Четвертьфиналы | Полуфиналы | Полуфиналы | Финал          | Финал |
| Дисциплина    | Спортсмен         | Результат             | Место                 | Результат      | Место          | Результат  | Место      | Результат      | Место |
| ------------- | ----------------- | --------------------- | --------------------- | -------------- | -------------- | ---------- | ---------- | -------------- | ----- |
| 1500 м        | Андреас Войта     | 3:43.52               | 12                    |                |                | —          | —          | —              | —     |
| марафон       | Гюнтер Вайдлингер |                       |                       |                |                |            |            | Не финишировал | —     |
| метание диска | Герхард Майер     | 60.81                 | 24                    |                |                |            |            | —              | —     |

Женщины
| Дисциплина    | Спортсмен       | Предварительный раунд | Предварительный раунд | Четвертьфиналы | Четвертьфиналы | Полуфиналы | Полуфиналы | Финал     | Финал |
| Дисциплина    | Спортсмен       | Результат             | Место                 | Результат      | Место          | Результат  | Место      | Результат | Место |
| ------------- | --------------- | --------------------- | --------------------- | -------------- | -------------- | ---------- | ---------- | --------- | ----- |
| 100 м с/б     | Беата Шротт     | 13.09                 | 1                     |                |                | 12.83      | 2          | 13.07     | 8     |
| марафон       | Андреа Майр     |                       |                       |                |                |            |            | 2:34:51   | 54    |
| метание копья | Элизабет Эберль | 49.66                 | 37                    |                |                |            |            | —         | —     |
| семиборье     | Ивона Дадич     |                       |                       |                |                |            |            | 5935      | 25    |

### Настольный теннис
Спортсменов — 1
Соревнования по настольному теннису проходили по системе плей-офф. Каждый матч продолжался до тех пор, пока один из теннисистов не выигрывал 4 партии. Сильнейшие 16 спортсменов начинали соревнования с третьего раунда, следующие 16 по рейтингу теннисиста стартовали со второго раунда.
Мужчины
| Соревнование     | Спортсмены                              | Предварительный раунд | Первый раунд       | Второй раунд                     | Третий раунд                    | 1/8 финала                      | Четвертьфинал        | Полуфинал            | Финал                | Место |
| Соревнование     | Спортсмены                              | Соперник Результат    | Соперник Результат | Соперник Результат               | Соперник Результат              | Соперник Результат              | Соперник Результат   | Соперник Результат   | Соперник Результат   | Место |
| ---------------- | --------------------------------------- | --------------------- | ------------------ | -------------------------------- | ------------------------------- | ------------------------------- | -------------------- | -------------------- | -------------------- | ----- |
| Одиночный разряд | Чэнь Вэйсин (18)                        | Не участвовал         | Не участвовал      | Александр Дидух (UKR) (40) В 4:0 | Адрьен Маттене (FRA) (14) В 4:0 | Дмитрий Овчаров (GER) (8) П 0:4 | Завершил выступление | Завершил выступление | Завершил выступление | 9     |
| Одиночный разряд | Вернер Шлагер (25)                      | Не участвовал         | Не участвовал      | Михай Бобочика (ITA) (42) В 4:2  | Ван Хао (CHN) (2) П 1:4         | Завершил выступление            | Завершил выступление | Завершил выступление | Завершил выступление | 17    |
| Командный разряд | Вернер Шлагер Вэйсин Чэнь Роберт Гардос |                       |                    |                                  |                                 | Египет 3:0                      | Германия 0:3         | —                    | —                    |       |

Женщины
| Соревнование     | Спортсмены                    | Предварительный раунд | Первый раунд       | Второй раунд             | Третий раунд       | Четвёртый раунд    | Четвертьфинал      | Полуфинал          | Финал              |
| Соревнование     | Спортсмены                    | Соперник Результат    | Соперник Результат | Соперник Результат       | Соперник Результат | Соперник Результат | Соперник Результат | Соперник Результат | Соперник Результат |
| ---------------- | ----------------------------- | --------------------- | ------------------ | ------------------------ | ------------------ | ------------------ | ------------------ | ------------------ | ------------------ |
| Одиночный разряд | Цзя Лю                        | bye                   | bye                | Александра Привалова 4:2 | Ким Кюн А 1:4      | —                  | —                  | —                  | —                  |
| Одиночный разряд | Ли Цяньбин                    | bye                   | bye                | Мо Чжан 4:1              | Касуми Исикава 2:4 | —                  | —                  | —                  | —                  |
| Командный разряд | Цзя Лю Ли Цяньбин Амели Солья |                       |                    |                          |                    | Гонконг 1:3        | —                  | —                  | —                  |

### Парусный спорт
Спортсменов — 8
Мужчины
| Класс | Спортсмены                       | Гонка | Гонка | Гонка | Гонка | Гонка | Гонка | Гонка | Гонка | Гонка | Гонка | Гонка | Очки | Место |  |
| Класс | Спортсмены                       | 1     | 2     | 3     | 4     | 5     | 6     | 7     | 8     | 9     | 10    | M     | Очки | Место |  |
| ----- | -------------------------------- | ----- | ----- | ----- | ----- | ----- | ----- | ----- | ----- | ----- | ----- | ----- | ---- | ----- |  |
| 470   | Флориан Райхстедтер Маттиас Шмид | 1     | 4     | 7     | 19    | 4     | 16    | 24    | 10    | 14    | 14    | 18    | 107  | 9     |  |
| Лазер | Андреас Геритцер                 | 6     | 20    | 22    | 16    | 6     | 28    | 23    | 22    | 32    | 16    | -     | 158  | 20    |  |
| Финн  | Флориан Раудашль                 | 6     | 19    | 23    | 24    | 25    | 15    | 21    | 24    | 24    | 23    | -     | 179  | 23    |  |

Женщины
| Класс | Спортсмены                  | Гонка | Гонка | Гонка | Гонка | Гонка | Гонка | Гонка | Гонка | Гонка | Гонка | Гонка | Очки | Место |  |
| Класс | Спортсмены                  | 1     | 2     | 3     | 4     | 5     | 6     | 7     | 8     | 9     | 10    | M     | Очки | Место |  |
| ----- | --------------------------- | ----- | ----- | ----- | ----- | ----- | ----- | ----- | ----- | ----- | ----- | ----- | ---- | ----- |  |
| 470   | Лара Вадлау Эва-Мария Шимак | 20    | 15    | 15    | 16    | 18    | 13    | 20    | 18    | 10    | 19    | -     | 143  | 20    |  |

Открытый класс
| Класс | Спортсмены                   | Гонка | Гонка | Гонка | Гонка | Гонка | Гонка | Гонка | Гонка | Гонка | Гонка | Гонка | Гонка | Гонка | Гонка | Гонка | Гонка | Очки | Место |  |
| Класс | Спортсмены                   | 1     | 2     | 3     | 4     | 5     | 6     | 7     | 8     | 9     | 10    | 11    | 12    | 13    | 14    | 15    | M     | Очки | Место |  |
| ----- | ---------------------------- | ----- | ----- | ----- | ----- | ----- | ----- | ----- | ----- | ----- | ----- | ----- | ----- | ----- | ----- | ----- | ----- | ---- | ----- |  |
| 49er  | Нико Делле-Карт Николаус Реш | 10    | 15    | 6     | 5     | 5     | 16    | 4     | 19    | 4     | 9     | 6     | 17    | 11    | 4     | 4     | 2     | 118  | 4     |  |

### Современное пятиборье
Спортсменов — 1
Современное пятиборье включает в себя: стрельбу, плавание, фехтование, верховую езду и бег. Впервые в истории соревнования по современному пятиборью проводились в новом формате. Бег и стрельба были объединены в один вид — комбайн. В комбайне спортсмены стартовали с гандикапом, набранным за предыдущие три дисциплины (4 очка = 1 секунда). Олимпийским чемпионом становится спортсмен, который пересекает финишную линию первым.
Мужчины
| Соревнование              | Спортсмены    | Фехтование | Фехтование | Фехтование | Плавание | Плавание | Плавание | Верховая езда | Верховая езда | Верховая езда | Комбайн  | Комбайн | Комбайн | Всего     | Всего |
| Соревнование              | Спортсмены    | Побед      | Очки       | Место      | Время    | Очки     | Место    | Штраф         | Очки          | Место         | Время    | Очки    | Место   | Результат | Место |
| ------------------------- | ------------- | ---------- | ---------- | ---------- | -------- | -------- | -------- | ------------- | ------------- | ------------- | -------- | ------- | ------- | --------- | ----- |
| Индивидуальное первенство | Томас Даниэль | 17         | 808        | 13         | 2:09,23  | 1252     | 25       | 20            | 1180          | 5             | 10:24,02 | 2504    | 3       | 5744      | 6     |

### Стрельба
Спортсменов — 4
По итогам квалификации 6 или 8 лучших спортсменов (в зависимости от дисциплины), набравшие наибольшее количество очков, проходили в финал. Победителем соревнований становился стрелок, набравший наибольшую сумму очков по итогам квалификации и финала. В пулевой стрельбе в финале количество очков за попадание в каждой из попыток измерялось с точностью до десятой.
Мужчины
| Соревнование                          | Спортсмены        | Квалификация | Квалификация | Финал                | Всего                | Всего                |
| Соревнование                          | Спортсмены        | Результат    | Место        | Финал                | Результат            | Место                |
| ------------------------------------- | ----------------- | ------------ | ------------ | -------------------- | -------------------- | -------------------- |
| Винтовка лёжа, 50 метров              | Томас Фарник      | 592          | 27           | Завершил выступление | Завершил выступление | Завершил выступление |
| Винтовка лёжа, 50 метров              | Кристиан Планер   | 592          | 23           | Завершил выступление | Завершил выступление | Завершил выступление |
| Винтовка из трёх положений, 50 метров | Томас Фарник      | 1167         | 12           | Завершил выступление | Завершил выступление | Завершил выступление |
| Пневматическая винтовка, 10 метров    | Томас Фарник      | 591          | 28           | Завершил выступление | Завершил выступление | Завершил выступление |
| трап                                  | Андреас Шерхауфер | 119          | 17           | Завершил выступление | Завершил выступление | Завершил выступление |

Женщины
| Соревнование                          | Спортсмены        | Квалификация | Квалификация | Финал                 | Всего                 | Всего                 |
| Соревнование                          | Спортсмены        | Результат    | Место        | Финал                 | Результат             | Место                 |
| ------------------------------------- | ----------------- | ------------ | ------------ | --------------------- | --------------------- | --------------------- |
| пневматическая винтовка, 10 метров    | Штефани Обермозер | 395          | 19           | Завершила выступление | Завершила выступление | Завершила выступление |
| Винтовка из трёх положений, 50 метров | Штефани Обермозер | 573          | 37           | Завершила выступление | Завершила выступление | Завершила выступление |

### Теннис
Спортсменов — 3
Мужчины
| Соревнование     | Спортсмены                   | 1/32 финала            | 1/16 финала                               | 1/8 финала                                    | Четвертьфинал         | Полуфинал             | Финал                 |
| Соревнование     | Спортсмены                   | Соперник Счёт          | Соперник Счёт                             | Соперник Счёт                                 | Соперник Счёт         | Соперник Счёт         | Соперник Счёт         |
| ---------------- | ---------------------------- | ---------------------- | ----------------------------------------- | --------------------------------------------- | --------------------- | --------------------- | --------------------- |
| Одиночный разряд | Юрген Мельцер                | Марин Чилич П 6:7, 2:6 | Завершил выступление                      | Завершил выступление                          | Завершил выступление  | Завершил выступление  | Завершил выступление  |
| Парный разряд    | Юрген Мельцер Александр Пейя |                        | Энди Маррей Джейми Маррей В 5:7, 7:6, 7:5 | Давид Феррер Фелисиано Лопес П 3:6, 6:3, 9:11 | Завершили выступление | Завершили выступление | Завершили выступление |

Женщины
| Соревнование     | Спортсмены   | 1/32 финала            | 1/16 финала           | 1/8 финала            | Четвертьфинал         | Полуфинал             | Финал                 |
| Соревнование     | Спортсмены   | Соперник Счёт          | Соперник Счёт         | Соперник Счёт         | Соперник Счёт         | Соперник Счёт         | Соперник Счёт         |
| ---------------- | ------------ | ---------------------- | --------------------- | --------------------- | --------------------- | --------------------- | --------------------- |
| Одиночный разряд | Тамира Пашек | Ализе Корне П 6:7, 4:6 | Завершила выступление | Завершила выступление | Завершила выступление | Завершила выступление | Завершила выступление |

### Триатлон
Спортсменов — 2
Мужчины
| Соревнование              | Спортсмен         | Плавание | Велоспорт | Бег   | Итоговое время | Место | Отставание |
| ------------------------- | ----------------- | -------- | --------- | ----- | -------------- | ----- | ---------- |
| индивидуальное первенство | Андреас Гигльмайр | 18:57    | 58:45     | 32:21 | 1:51:14        | 40    | +4:49      |

Женщины
| Соревнование              | Спортсменка   | Плавание | Велоспорт | Бег   | Итоговое время | Место | Отставание |
| ------------------------- | ------------- | -------- | --------- | ----- | -------------- | ----- | ---------- |
| индивидуальное первенство | Лиза Пертерер | 20:17    | 1:10:12   | 37:23 | 2:09:12        | 48    | +9:24      |

### Фехтование
Спортсменов — 1
Мужчины
| Соревнование          | Спортсмены     | 1/16 финала        | 1/8 финала         | Четвертьфиналы     | Полуфиналы         | Матч за 3-е место  | Финал              | Место         |
| Соревнование          | Спортсмены     | Соперник Результат | Соперник Результат | Соперник Результат | Соперник Результат | Соперник Результат | Соперник Результат | Место         |
| --------------------- | -------------- | ------------------ | ------------------ | ------------------ | ------------------ | ------------------ | ------------------ | ------------- |
| Индивидуальная рапира | Роланд Шлоссер | BYE                | Лэй Шэн П 9-15     | Не участвовал      | Не участвовал      | Не участвовал      | Не участвовал      | Не участвовал |